# Peter Akinola

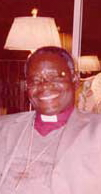
Peter Akinola

Peter Jasper Akinola, född 27 januari 1944 i Abeokuta, är ledare för Nigerias kyrka - den näst största och snabbast växande kyrkan i den anglikanska kyrkogemenskapen, med nära 20 miljoner praktiserande anglikaner.

## Biografi
Akinola föddes i en yorubatalande familj i Abeokuta i sydvästra Nigeria. Fadern dog när han var fyra år gammal och han hade inte råd att slutföra sina grundskolestudier. Han lärde sig snickeri och vid 20 års ålder hade han byggt upp en egen framgångsrik möbelfirma samtidigt som han hade tagit studentexamen på distans. Akinola studerade teologi vid ett anglikanskt seminarium och ordinerades till präst inom Anglikanska kyrkan i Nigeria.
Efter fortsatta studier vid Virginia Theological Seminary återvände Akinola till Nigeria i början av 1980-talet, med uppdrag att bygga upp en anglikansk församling i landets nya huvudstad Abuja. Detta uppdrag lyckades och 1989 ordinerades Akinola till biskop i Abuja. 1997 blev han ärkebiskop för de nordliga stiften i Nigeria. Den 22 februari 2000 valdes han till ledare för Nigerias anglikanska kyrka.
Akinola tillhör de anglikanska kyrkoledare på södra halvklotet som öppet motsatt sig att öppet homosexuella präster ska få biskopsvigas inom den anglikanska kyrkogemenskapen. 2003 var Jeffrey John föreslagen som biskop i Reading och Gene Robinson som biskop i New Hampshire. Akinola meddelade då att om dessa vigningar genomfördes skulle hans kyrka lämna kyrkogemenskapen. Liknande tillkännagivanden kom bland annat från det anglikanska stiftet i Sydney och dess ärkebiskop Peter Jensen. Efter påtryckning från ärkebiskopen av Canterbury drog Jeffrey John tillbaka sin kandidatur. När Gene Robinson biskopsvigdes krävde Akinola sanktioner mot dennes moderkyrka, the Episcopal Church of the USA.
I maj 2007 flög Akinola själv till USA för att installera Martyn Minns, en präst som hade lämnat den Amerikanska Episkopalkyrkan, som biskop inom Convocation of Anglicans in North America.